# 伊部貞吉
伊部 貞吉（いべ さだきち、別名ていきち、さだよしなど。1892年-1947年）は、日本の都市計画家、区画整理技術者。
東京生まれ。関東大震災後の帝都復興事業の特に土地区画整理事業の基準作りに多くの功績を遺す。また戦前の建築学会で各種の委員会で委員として活躍。

## 人物
1916年、東京帝国大学工学部建築科を卒業。佐野利器に師事し、佐野にとってもお気に入りの弟子のひとりであったという。高橋貞太郎、小林政一とともに佐野利器門下の三羽烏と呼ばれた。卒業後は陸軍技手になり、その後は警視庁技師を経て1922年から内務省技師。大震災後に発足した帝都復興院技師を兼務した。復興院が復興局改組後も復興局技師を兼任し、東京と横浜の震災復興を師の佐野、笠原敏郎、野田俊彦らと土地区画整理事業に邁進。その間1926年に外国出張、また日本大学に発足した高等工学校とその後工学部でも引き続き教鞭を執り始める。
1929年には土地区画整理事業の経験をもとに『土地区画整理理論』をまとめる。土地の建築的な利用上合理的な画地割を定めず実施されていた復興事業から住宅や商店の間取りと採光や経済的効果といった技術的な考察をもって日本の区画整理で一敷地の大きさの標準や設計基準を根拠づけ、また開発密度とそこに招来する建築形態について諸外国の例をもとに詳細な論考がなされており、注目を集める。さらにこの論文をもって工学博士号を授与される。同年に大蔵省営繕管財局技師に移籍。
1938年から2年間、建築学会副会長。1939年、工務部第二技術課長に就任するが、戦時体制強化で鉄鋼資材使用の制限をうけて官庁も仕事がなくなっていた。そのため1941年には師である佐野利器の計らいで鹿島組（現・鹿島建設）常務取締役になるが、戦後すぐに死去した。
伊部貞吉の門下生は貞吉を偲び旅烏となった。
おもな著書に、『建築工学大意』 (常磐書房　1932年、再発1949年)、『都市計畫 ; 建築工學』（常磐書房、1931年）　『建築資料叢書』（洪洋社、1927年）など。

## 栄典
- 1940年（昭和15年）8月15日 - 紀元二千六百年祝典記念章[15]